# 이해른
이해른(1992년 1월 1일~2024년 6월 12일)은 대한민국의 모델, 유튜버이다.

## 경력
- 2016년 - 오토모티브위크 모델
- 2017년 - 서울오토살롱 더브아이알 인포 모델
- 2018년 - 서울오토살롱 제이에스오토스 모델
- 2019년 - 서울모터쇼 CN모터스 모델